# Herderstraße 9
Das Anwesen Herderstraße 9 in Bad Homburg vor der Höhe ist ein parkähnliches und geschichtsträchtiges Grundstück, das von außen nicht einsehbar ist. Die auf diesem Anwesen errichtete Villa ist bekannt als Haus Hohenbuchen bzw. Haus im Walde.

## Lage
Das rund 1,1 Hektar große Grundstück wird im Norden und Osten komplett sowie im Westen weitgehend durch den Sülzertalweg begrenzt. Sein Eingang befindet sich im Südwesten am Herderweg. Südlich des Grundstücks verläuft der Paul-Ehrlich-Weg. Das großzügig angelegte Herrenhaus umfasst circa 900 m² Wohnfläche.

## Geschichte

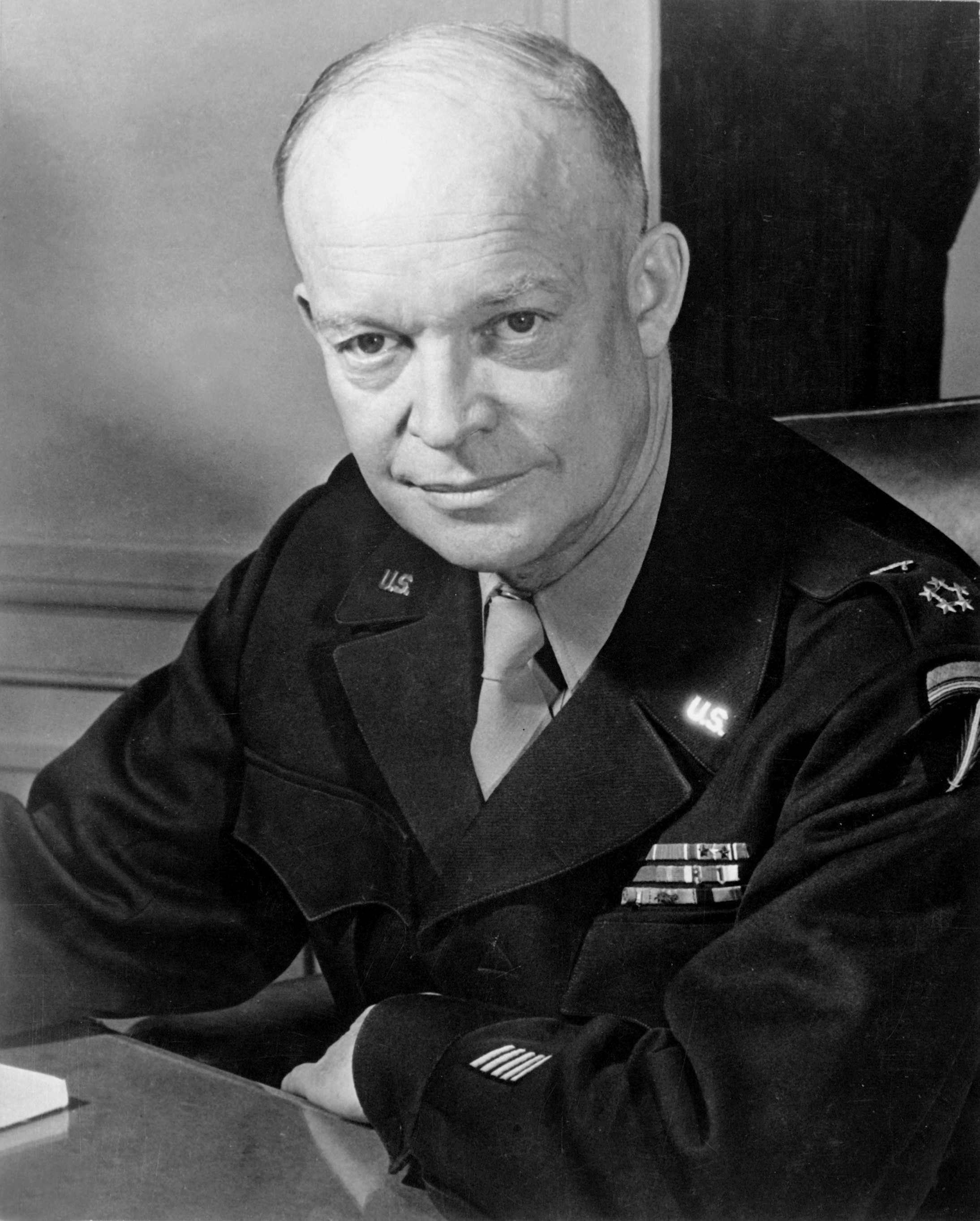
Porträt von Eisenhower aus dem Jahr 1945, in dem er die Villa Hohenbuchen bewohnte.

Das Haus Hohenbuchen wurde in den Jahren 1937/38 im Auftrag des Homburger Unternehmers Werner Reimers erbaut, der 1928 mit der P.I.V. Ketten und Getriebe GmbH Bad Homburg ein bedeutsames Unternehmen gegründet hatte, das 1950 an der Spitze der Homburger Unternehmen stand.
Nach dem Einrücken der US-amerikanischen Streitkräfte am 30. März 1945 in Bad Homburg wurde das Anwesen beschlagnahmt und von General Dwight D. Eisenhower bewohnt. Nachdem Eisenhower zum Generalstabschef ernannt wurde, bezog Joseph T. McNarney im November 1945 die Villa und übernahm dessen Nachfolge als Befehlshaber der amerikanischen Truppen in Europa und als amerikanischer Vertreter im Alliierten Kontrollrat. Im März 1947 trat Lucius D. Clay dessen Nachfolge an und bezog die Villa während seiner bis 1949 währenden Amtszeit als Militärgouverneur der amerikanischen Besatzungszone in Deutschland. Der nächste Bewohner war der Hohe Kommissar John Jay McCloy, der die Villa mit seiner Frau und den beiden Kindern im August 1949 bezog. Es war seine Frau Ellen, die dem bisherigen Haus Hohenbuchen den neuen Namen Haus im Walde verpasste. Unter Mrs. McCloy war das Haus ein Ort des gesellschaftlichen Lebens, in dem monatlich bis zu zweitausend Gäste empfangen wurden. Unter diesen befanden sich neben Regierungsvertretern und Diplomaten vieler Länder auch Filmstars aus Hollywood.
Nach dem Auszug der McCloys im Sommer 1952 wurde das Anwesen an Reimers zurückgegeben, der mittlerweile eine neue Heimat in unmittelbarer Nachbarschaft (Am Wingertsberg 4) gefunden hatte. Er veräußerte das Anwesen 1953 an den Verband der Deutschen Automobilindustrie, der dort in den folgenden knapp vier Jahrzehnten seinen Geschäftssitz unterhielt.

## Anekdoten
Günter Fleischer, ein langjähriges Mitglied der SpVgg 05 Bad Homburg und Cousin der Olympiasiegerin im Speerwurf von 1936, Tilly Fleischer, arbeitete nach dem Zweiten Weltkrieg auf dem im Kurpark Bad Homburg gelegenen ältesten deutschen Golfplatz als erster Angestellter des traditionsreichen Homburger Golfclubs. Um den Rasenplatz mit ausreichend Wasser zu versorgen, verstieß er gegen das in der Badestadt wegen des akuten Wassermangels ergangene allgemeine Sprengverbot, indem er „vergaß“, die Wasserhähne nach getaner Arbeit wieder zuzudrehen. Der überhöhte Wasserverbrauch wirkte sich auf die Weise aus, dass General Joseph McNarney bei seiner Absicht zu duschen vergebens auf Wasser wartete. Er vermutete einen Rohrbruch oder gar Sabotage und beauftragte ihm unterstellte amerikanische Armeeangehörige mit der Ermittlung der Schadensursache und Reparatur. Es war Fleischers Glück, dass die Ermittlungen nicht auf seine Spur führten.